# Gobiobotia nicholsi
Gobiobotia nicholsi és una espècie de peix cipriniforme de la família dels ciprínids que es troba a la Xina.